# Emil Bardey
Emil Anton Otto Bardey (* 28. August 1898 in Stubbendorf; † 28. März 1963 in Berchum) war ein deutscher Volkswirt und Schriftsteller.

## Leben
Emil Bardey wurde als Sohn des Mecklenburgischen Försters Gustav Bardey und seiner Frau Hulda Bardey geb. Jürgens in Stubbendorf geboren. Er machte sein Abitur am Gymnasium in Wismar. Danach studierte Bardey in Jena und Rostock und promovierte im Jahre 1922 zum Dr. rer. pol. 
Bardey lebte lange Zeit in Bochum, wo er seit 1925 in verschiedenen Wirtschaftsverbänden als Geschäftsführer tätig war. Daneben hatte er mehrere Ehrenämtern inne, so war er auch Gründer und Vorsitzender des Verbandes der Deutschen Volkswirte e.V. und Mitgründer und Präsident des Bundesverbandes Deutscher Volks- und Betriebswirte e.V. Er war im Vorstand des Westdeutschen Autorenverbandes e.V. sowie Vorsitzender des Schriftstellervereins Hellweg. Bardey war auch Herausgeber mehrerer volkswirtschaftlicher Zeitschriften.
Oktober 1933 trat er der SA bei, am 10. September 1937 beantragte er die Aufnahme in die NSDAP und wurde rückwirkend zum 1. Mai desselben Jahres aufgenommen (Mitgliedsnummer 4.971.562).
Am 28. März 1963 starb Bardey in Berchum bei Hohenlimburg.

## Werke
- Der Deutsche Holzarbeiter-Verband und der Weltkrieg. Teterow, (1922); Dissertation Univ. Rostock, 1922.
- Zauber der Planwirtschaft. Verlag für Wirtschaft und Verkehr, Stuttgart 1934.
- Vagabund mit 23 PS. Roman. Grethlein, Leipzig [1936].
- Die Neuordnung der Industrie innerhalb der Organisation der gewerblichen Wirtschaft. Fischer, Jena 1935.
- Ein Bochumer über Bochum und die Bochumer. Eichenverlag, Lage/Lippe [1949].
- Moritz und das Hühnerei. Ein literarisches Frage- und Antwortspiel. Nebst Tagebuch eines Erfolglosen. Juventus, Bochum [1949].
- Der Volkswirt als Manager? (= Recht, Wirtschaft, Steuer 25). Stoytscheff, Nürnberg 1952.
- Die Wahrheit über die Verbände. 9 Thesen über die natürlichen Aufgaben der Vereinigungen in einer Demokratie. Muth, Düsseldorf 1962

als Herausgeber
- Der Volkswirt in Wirtschaft und Verwaltung. 5 Jahrgänge. Nauck, Berlin-Halensee 1928–1933.
- Der Deutsche Volks- und Betriebswirt. Jahrgang 1. Stollfuss, Bonn 1954.